# Temple mormon de Tuxtla Gutiérrez
Le temple mormon de Tuxtla Gutiérrez est un temple de l’Église de Jésus-Christ des saints des derniers jours situé à Tuxtla Gutiérrez, dans l’État du Chiapas, au Mexique. Il a été inauguré le 12 mars 2000.